# 이스턴 (코네티컷주)

코넷티컷주와 페어필드 카운티 그리고 이스턴

이스턴(Easton)은 미국 코네티컷 주 페어필드 카운티의  도시중 하나이다. 인구는 2010년 인구 조사에서 7,490명이었다. 이스턴(Easton)에는 헬렌켈러가 살았던 애스프턱(Aspetuck)의 잘 보존된 유적지가 있다. 이스턴(Easton)은 2017년 코네티컷에서 가장 안전한 곳으로 선정되었다.  최근 미국 인구통계자료에 따르면, 이스턴(Easton)은 코네티컷 주에서 가장 높은 가계 소득을 가진 상위 10 개 도시에 속하고있다.
이 마을은 12시 시계방향 순으로 베델, 먼로, 트럼불, 브릿지포트,  페어필드, 웨스턴, 레딩에 둘러싸여 위치하고 있다.
한편  이스턴 아래 쪽인 남쪽으로 약8.47마일 (13.64km) 떨어진곳에 뉴욕주의 롱아일랜드로 나갈수있는 브릿지포트 항구가 있다.

## 인구
| 인구조사              | 인구  | Note  | %±     |
| --------------------- | ----- | ----- | ------ |
| 1850년                | 1,432 |       | —      |
| 1860년                | 1,350 |       | −5.7%  |
| 1870년                | 1,288 |       | −4.6%  |
| 1880년                | 1,145 |       | −11.1% |
| 1890년                | 1,001 |       | −12.6% |
| 1900년                | 960   |       | −4.1%  |
| 1910년                | 1,052 |       | 9.6%   |
| 1920년                | 1,017 |       | −3.3%  |
| 1930년                | 1,013 |       | −0.4%  |
| 1940년                | 1,262 |       | 24.6%  |
| 1950년                | 2,165 |       | 71.6%  |
| 1960년                | 3,407 |       | 57.4%  |
| 1970년                | 4,885 |       | 43.4%  |
| 1980년                | 5,962 |       | 22.0%  |
| 1990년                | 6,303 |       | 5.7%   |
| 2000년                | 7,272 |       | 15.4%  |
| 2010년                | 7,490 |       | 3.0%   |
| 2014 (추산)           | 7,631 | [ 2 ] | 1.9%   |
| U.S. Decennial Census |       |       |        |

## 같이 보기
- 뉴욕시
- 롱아일랜드